# Juno Temple
Pour les articles homonymes, voir Temple (homonymie).
Juno Temple, née le 21 juillet 1989 à Londres, est une actrice britannique.

## Biographie
Juno Temple est née le 21 juillet 1989 à Londres, Angleterre. Sa mère, Amanda Temple, est productrice, et son père, Julien Temple, est réalisateur,.
Elle étudie à la Bedales School en Angleterre.

### Carrière
Juno Temple commence sa carrière en 2000 devant la caméra de son père, qui la fait tourner dans le film Pandemonium.
En 2012, elle joue le rôle de l'amie et colocataire de Selina Kyle / Catwoman, jouée par Anne Hathaway, dans le film The Dark Knight Rises de Christopher Nolan.
En 2014, elle tient le premier rôle féminin du film fantastique Horns du français Alexandre Aja, avec Daniel Radcliffe en tête d'affiche.
En 2016, elle tient un des principaux rôles de la série Vinyl, diffusée sur HBO et créée par Mick Jagger, Martin Scorsese, Rich Cohen (en) et Terence Winter,.
Dans cette série se déroulant dans les années 1970, Temple campe une assistante d'un label discographique qui tente de faire sa place dans un milieu très masculin.
Comme l'atteste la distribution de la série qui comprend notamment Bobby Cannavale, Paul Ben-Victor, P. J. Byrne, Ray Romano ou encore Max Casella, les autres personnages féminins principaux étant joués par Birgitte Hjort Sørensen et Olivia Wilde,. Malgré la confirmation d'une deuxième saison, la série est finalement annulée.
En 2018, elle tient un des principaux rôles de la série true crime Dirty John (en), d'après le podcast du même nom. Dans cette anthologie, Juno Temple joue la fille de Connie Britton, le reste de la distribution principale étant tenu par Eric Bana, dans le rôle de John Meehan et Julia Garner, dans celui d'une autre enfant du personnage de Britton.
En 2020, elle tient le premier rôle de la série britannique Little Birds, d'après le roman érotique Les Petits Oiseaux d'Anaïs Nin .
De 2020 à 2023, l'actrice tient un des principaux rôles de la comédie sportive Ted Lasso, avec Jason Sudeikis dans le rôle titre,,. Elle y campe le rôle de Keeley qui au début de la série est une mannequin et compagne du footballeur Jamie Tartt, joué par Phil Dunster (en),,. La série s'est conclue au terme de sa troisième saison, le dernier épisode étant diffusé le 31 mai 2023.
En 2022, elle fait partie de la distribution d'ensemble de la mini-série The Offer qui relate la production du film Le Parrain de Francis Ford Coppola. Elle y incarne la secrétaire Bettye McCartt, qui devient par la suite une agente artistique.

### Vie privée
Elle a été en couple avec l'acteur américain Shiloh Fernandez de 2008 à 2011.

## Filmographie

### Cinéma

#### Longs métrages
- 2000 : Pandemonium de Julien Temple : Emma Southey
- 2006 : Chronique d'un scandale (Notes on a Scandal) de Richard Eyre : Polly Hart
- 2007 : Reviens-moi (Atonement) de Joe Wright : Lola Quincey
- 2007 : St Trinian's : Pensionnat pour jeunes filles rebelles (St. Trinian's) d'Oliver Parker et Barnaby Thompson : Celia
- 2008 : Deux Sœurs pour un roi (The Other Boleyn Girl) de Justin Chadwick : Jane Parker (Lady Rochford)
- 2008 : Wild Child de Nick Moore : Jennifer « Drippy » Logan
- 2009 : L'An 1 : Des débuts difficiles (Year One) d'Harold Ramis : Eema
- 2009 : Cracks de Jordan Scott : Di Radfield
- 2009 : Mr. Nobody de Jaco Van Dormael : Anna à 15 ans
- 2009 : 1939 (Glorious 39) de Stephen Poliakoff : Celia Keyes
- 2009 : St. Trinian's 2 (St. Trinian's 2 : The Legend of Fritton's Gold) d'Oliver Parker et Barnaby Thompson : Celia
- 2010 : Greenberg de Noah Baumbach : Muriel
- 2010 : Kaboom de Gregg Araki : London
- 2011 : Les Trois Mousquetaires (The Three Musketeers) de Paul W. S. Anderson : La Reine Anne d’Autriche
- 2011 : Dirty Girl d'Abe Sylvia : Danielle
- 2012 : The Dark Knight Rises de Christopher Nolan : Jen
- 2012 : Killer Joe de William Friedkin : Dottie Smith
- 2012 : Jack and Diane de Bradley Rust Gray : Diane
- 2012 : Lovelace de Rob Epstein et Jeffrey Friedman : Patsy
- 2012 : The Brass Teapot de Ramaa Mosley (en) : Alice
- 2013 : Horns d'Alexandre Aja : Merrin Williams
- 2013 : Magic Magic de Sebastián Silva : Alicia
- 2014 : Sin City : J'ai tué pour elle (Sin City: A Dame to Kill For) de Robert Rodriguez : Sally
- 2014 : Maléfique (Maleficent) : Fée Capucine de Moorland
- 2014 : Afternoon Delight de Jill Soloway : McKenna
- 2015 : Loin de la foule déchaînée (Far from the Madding Crowd) de Thomas Vinterberg : Fanny Robin
- 2015 : Strictly Criminal (Black Mass) de Scott Cooper : Deborah Hussey
- 2015 : Dans la brume du soir (Meadowland) de Reed Morano : Mackenzie
- 2016 : Away de David Blair : Ria
- 2017 : La Femme la plus détestée d'Amérique (The Most Hated Woman in America) de Tommy O'Haver : Robin Murray O'Hair
- 2017 : Mae au bord de l'eau (One Percent More Humid) de Liz W. Garcia : Iris
- 2017 : Wonder Wheel de Woody Allen : Carolina
- 2018 : Pretenders de James Franco : Victoria
- 2018 : Paranoïa (Unsane) de Steven Soderbergh : Violet
- 2019 : Maléfique : Le Pouvoir du mal (Maleficent: Mistress of Evil) de Joachim Rønning : Fée Capucine de Moorland
- 2020 : Palmer de Fisher Stevens : Shelly
- 2024 : Venom: The Last Dance de Kelly Marcel : Dr Teddy Payne / Agony
- 2025 : Roofman de Derek Cianfrance

#### Courts métrages
- 2010 : Bastard de Kirsten Dunst : Une fille
- 2010 : Swerve : Missy

### Télévision

#### Séries télévisées
- 2014 / 2016 : Drunk History : Sybil Ludington / Marilyn Monroe
- 2016 : Vinyl : Jamie Vine
- 2018 : Philip K. Dick's Electric Dreams : Emily Zabriskie
- 2018 - 2019 : Dirty John (en) : Veronica Newell
- 2020 : Little Birds : Lucy Savage
- 2020 - 2023 : Ted Lasso : Keeley
- 2021 : Mr. Corman : Megan
- 2021 - 2022 : Wolfboy and the Everything Factory (en) : Nyx (voix)
- 2022 : The Offer : Bettye McCartt
- 2023 - 2024 : Fargo : Dorothy « Dot » Lyon / Nadine Tillman

## Distinctions

### Récompenses
- BAFTA Awards 2013 : Rising Star Award
- Festival international du film de Catalogne 2013 : Meilleure actrice pour Magic Magic

### Nomination
- Golden Globes 2024 : Meilleure actrice dans une mini-série ou un téléfilm pour Fargo

## Voix francophones
En version française, Juno Temple est, dans un premier temps, doublée entre 2006 et 2012 par Jessica Monceau dans Chronique d'un scandale, Reviens-moi, L'An 1 : Des débuts difficiles, Greenberg et The Dark Knight Rises, avant de la retrouver en 2021 dans Mr. Corman. En parallèle, elle est aussi doublée par Caroline Pascal dans St. Trinian's 2 et Cracks, Chloé Stefani dans Kaboom, Lisa Martino dans Les Trois Mousquetaires et Mélanie Malhère dans Killer Joe.
Par la suite, elle sera successivement doublée épisodiquement par Nathalie Bienaimé dans The Brass Teapot, Karine Foviau dans Magic Magic, Kelly Marot dans Horns et Juliette Allain dans Paranoïa. Dans les années 2010, deux comédiennes se partagent le doublage de Juno Temple : Leslie Lipkins, qui lui prêtera sa voix dans Maléfique et sa suite, Wonder Wheel, Dirty John (en) et Little Birds ainsi que Camille Donda, de 2015 à 2018, dans Dans la brume du soir , Vinyl, La Femme la plus détestée d'Amérique et Electric Dreams.
La doublant d'abord entre 2014 et 2015 dans Sin City, Strictly Criminal et Loin de la foule déchaînée, Diane Dassigny retrouve l'actrice au cours des années 2020 (The Offer, Fargo ou encore Venom: The Last Dance). Durant cette période, elle est aussi doublée par Julia Boutteville dans Ted Lasso et Marie Tirmont dans Palmer.